# 90街-埃姆赫斯特大道車站
90街-埃姆赫斯特大道車站（英語：90th Street–Elmhurst Avenue station）是紐約地鐵IRT法拉盛線的一個慢車地鐵站，位於皇后區埃姆赫斯特90街及埃姆赫斯特大道交界，設有7號線（任何時候停站）列車服務。

## 車站結構
| 月台層   |                                                  |                                       |
| 側式月台 |                                                  |                                       |
| 南行慢車 | ← 往34街-哈德遜調車場 (82街-傑克遜高地)          |                                       |
| 尖峰快車 | ← 上午繁忙時段不停靠 ← 黃昏繁忙時段/晚上不停靠 → |                                       |
| 北行慢車 | → 往法拉盛-緬街 (交匯林蔭路) →                   |                                       |
| 側式月台 |                                                  |                                       |
| 夾層     | 夾層                                             | 閘機、車站詢問處、Metrocard自動售票機 |
| Ground   | 街道層                                           | 出入口                                |

此高架車站設有兩個側式月台和三條軌道。

## 外部連結
- nycsubway.org—IRT Flushing Line: 90th Street/Elmhurst Avenue
- Station Reporter — 7 Train
- The Subway Nut — 90th Street - Elmhurst Avenue Pictures（页面存档备份，存于）
- 90th Street entrance from Google Maps Street View（页面存档备份，存于）
- Elmhurst Avenue entrance from Google Maps Street View（页面存档备份，存于）
- Platforms from Google Maps Street View （页面存档备份，存于）